# 三岔河镇 (安乡县)
三岔河镇，是中华人民共和国湖南省常德市安乡县下辖的一个乡镇级行政单位。

## 行政区划
三岔河镇下辖以下地区：
朝阳门社区、沙嘴村、黄金村、新口村、天保村、驿码头村、春美村、长明村、致惠村、三多村、罗洲村和合家垸村。